# Nablus
Nablus (arab. نابلس, Nābulus) – miasto w Autonomii Palestyńskiej, na Zachodnim Brzegu Jordanu, w Samarii, na północ od Jerozolimy. Według danych szacunkowych na rok 2016 liczyło 153 061 mieszkańców.

## Historia
Nablus to biblijne Sychem wzmiankowane w egipskich dokumentach z XIX wieku p.n.e., zasiedlone przez Samarytan, którzy przetrwali w grupach do dziś; zburzone w II wieku p.n.e., odbudowane jako Flavia Neapolis. W 636 roku podbite przez Arabów, miasto rozwijało się na wzór Damaszku, stolicy Omajjadow. W X wieku n.e. arabski geograf al-Muqaddassi nadal miastu miano „małego Damaszku”.
1099–1187 pod panowaniem krzyżowców i jako Naples przez krótki czas stolica ich królestwa; od XV wieku w imperium osmańskim; 1923–1948 należało do brytyjskiego mandatu Palestyny. W 1927 roku zostało poważnie zniszczone podczas trzęsienia ziemi; podczas palestyńskiego powstania narodowego w 1936 siedziba pierwszego Palestyńskiego Komitetu Narodowego. Czołowa pozycja miasta w ruchu oporu przeciw kolonializmowi i okupacji przyniosła mu miano „Góry Ognia” (arab. Jabal en-Nar).
Od 1949 w Jordanii, od 1967 pod okupacją Izraela (jeden z trzech głównych ośrodków ruchu oporu Palestyńczyków); od 1993 w Autonomii Palestyńskiej; od 1995 autonomiczne miasto palestyńskie, jednak otoczone nielegalnymi osiedlami żydowskimi i posterunkami izraelskiej armii, nękane licznymi inwazjami. Miasto jest zablokowane siedmioma posterunkami izraelskiej armii, tzw. checkpointami, z których najgorszą sławę mają Beit Iba, Huwwara i Zaatara.
Nablus w kwietniu 2002 roku, wraz z innymi miastami Zachodniego Brzegu, stał się celem izraelskiego ataku – tzw. operacji „Defensive Shield”, „Tarcza ochronna”. W odwecie za palestyński zamach bombowy w Netanii w Święto Paschy (30 ofiar śmiertelnych, 140 rannych), od 3 do 21 kwietnia izraelska armia, wspomagana przez F-16, śmigłowce, czołgi i buldożery zaatakowała mieszkalne dzielnice Nablusu, głównie zabytkowe Stare Miasto, zabijając dziesiątki i raniąc setki Palestyńczyków (w tym cywili). Niektórzy zostali pogrzebani żywcem w ruinach burzonych domów. Ponad 500 budynków zostało uszkodzonych, 60 całkowicie zburzonych, 221 nie nadawało się do użytku i groziło natychmiastowym zawaleniem.

## Gospodarka
W mieście istnieją przedsiębiorstwa z gałęzi przemysłu spożywczego, drzewnego i mydlarskiego. Jest to również ośrodek handlu, rzemiosła (w tym wyrobów skórzanych), intensywnego sadownictwa (głównie drzewa cytrusowe) oraz funkcjonuje jako ośrodek turystyczny (znajdują się tu liczne zabytki: ruiny rzymskie, wielki meczet Salah El-Dien; w kościele znajduje się rękopis Pięcioksięgu Samarytan zwany Zwojem Abiszy; na wschód – znajduje się studnia Jakuba, a niedaleko grób Józefa).

## Transport
Na zachód od miasta przebiega droga ekspresowa nr 55 (Kefar Sawa – Nablus).
W pobliżu miasta znajduje się droga ekspresowa nr 60 prowadząca z Jerozolimy do Nazaretu.

## Współpraca
Miejscowości partnerskie:
- Chasawiurt, Rosja
- Dundee, Szkocja
- Lille, Francja
- Nazaret, Izrael
- Neapol, Włochy
- Poznań, Polska
- Rabat, Maroko
- Schaerbeek, Belgia
- Stavanger, Norwegia